# Phare de Key West
Le phare de Key West (en anglais : Key West Lighthouse), était un phare situé à Key West, une île à l'extrémité de l'archipel des Keys appartenant au comté de Monroe en Floride.

## Histoire
Le premier phare de Key West était une tour de 20 m complétée en 1825. Elle comportait 15 lampes avec réflecteurs de 380 mm. Le premier gardien, Michael Mabrity, est décédé en 1832 et sa veuve, Barbara, est devenue la gardienne du phare et a servi pendant 32 ans. Le grand ouragan de La Havane de 1846 (en) a détruit le phare. La goélette USS Morris, qui a fait naufrage lors de la tempête, a rapporté qu'« une plage de sable blanc couvrait l'endroit où se trouvait le phare de Key West ». Barbara Mabrity a survécu, mais quatorze personnes, dont sept membres de sa famille, ont trouvé refuge dans la tour du phare. (Le même ouragan a détruit le phare de Sand Key à 13 km, tuant six personnes, dont la gardienne Rebecca Flaherty, une autre veuve d'un ancien gardien). Barbara Mabrity a continué à occuper le poste de gardien du phare de Key West. Au début des années 1860, elle a été renvoyée à 82 ans pour avoir fait des déclarations contre l'Union. Le phare était resté sous son contrôle tout au long de la guerre de Sécession.
Les deux phares desservant Key West ayant été détruits lors de l'ouragan de 1846, un navire, le Honey, fut acquis et équipé comme bateau-phare pour servir à Sand Key jusqu'à ce que de nouveaux phares puissent être construits. En raison des efforts déployés pour réorganiser le bureau des phares, le Congrès a tardé à affecter des fonds aux nouveaux phares.
La nouvelle tour du phare de Key West a été achevée en 1848. Elle mesurait 15 m de haut, avec 13 lampes munies de réflecteurs de 530 mm et reposait à environ 4,60 m au-dessus du niveau de la mer. En 1858, la lumière reçut une lentille de Fresnel de troisième ordre. En 1873, la lanterne fut remplacée (elle avait été endommagée par un ouragan en 1866), ajoutant 1 m à la hauteur de la tour. La croissance des arbres et de bâtiments plus hauts que le phare ont commencé à obscurcir la lumière. En 1894, la tour a été élevée plaçant la lumière à environ 30 mètres au dessus du niveau de la mer.
Après la mise hors service du phare Key West en 1969 par la Garde côtière, celui-ci a été confié au comté de Monroe, qui l'a loué à la société artistique et historique Key West. La société Key West Light House and Keeper's Quarters Museum exploite le phare et ses bâtiments associés dont le logement de gardien de style antillais entièrement restaurée avec du mobilier d'époque. La lentille de Fresnel de premier ordre du phare de Sombrero Key est exposée au musée.
Identifiant : ARLHS : USA-720 .

## Galerie

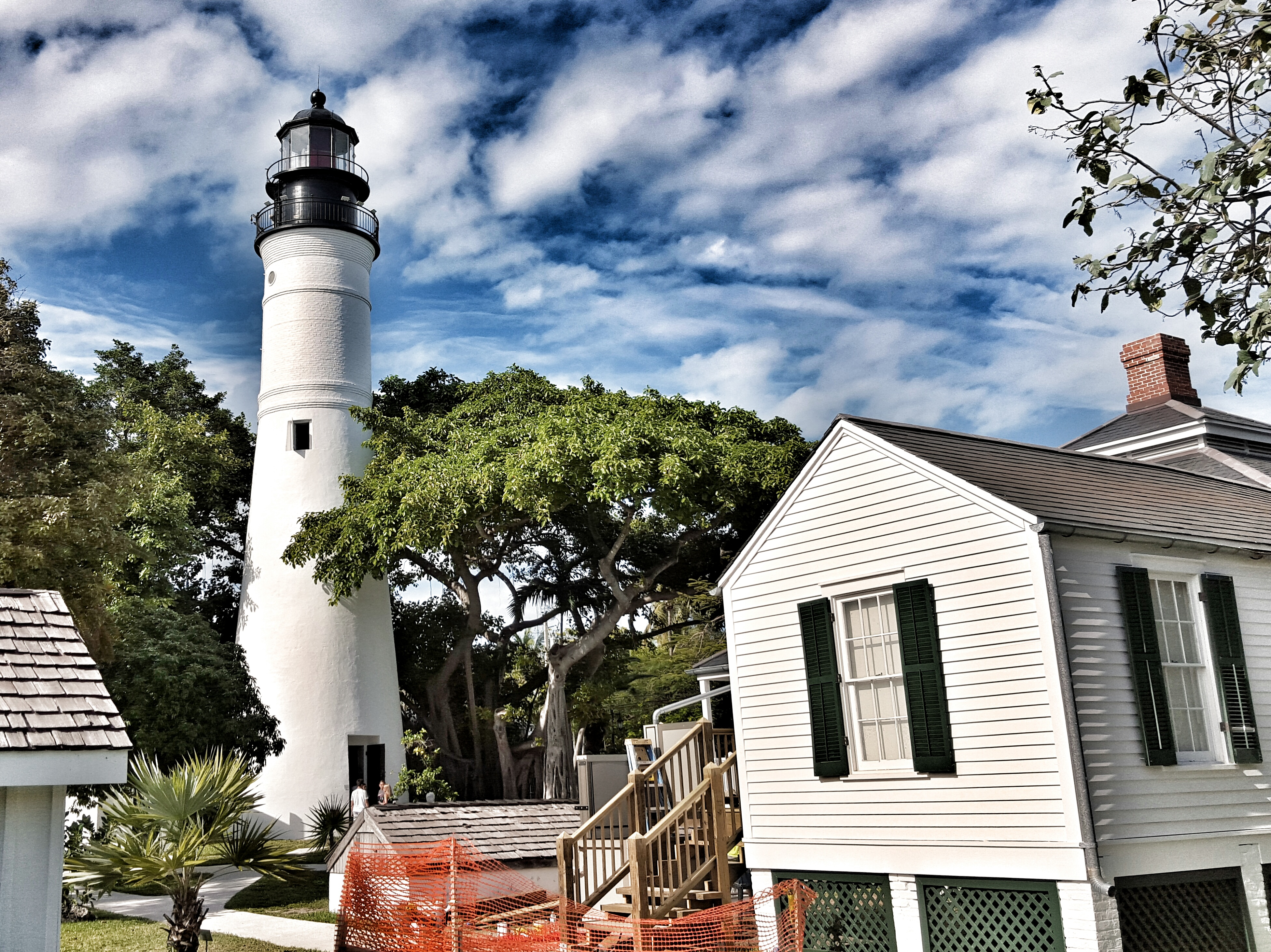
Le phare.
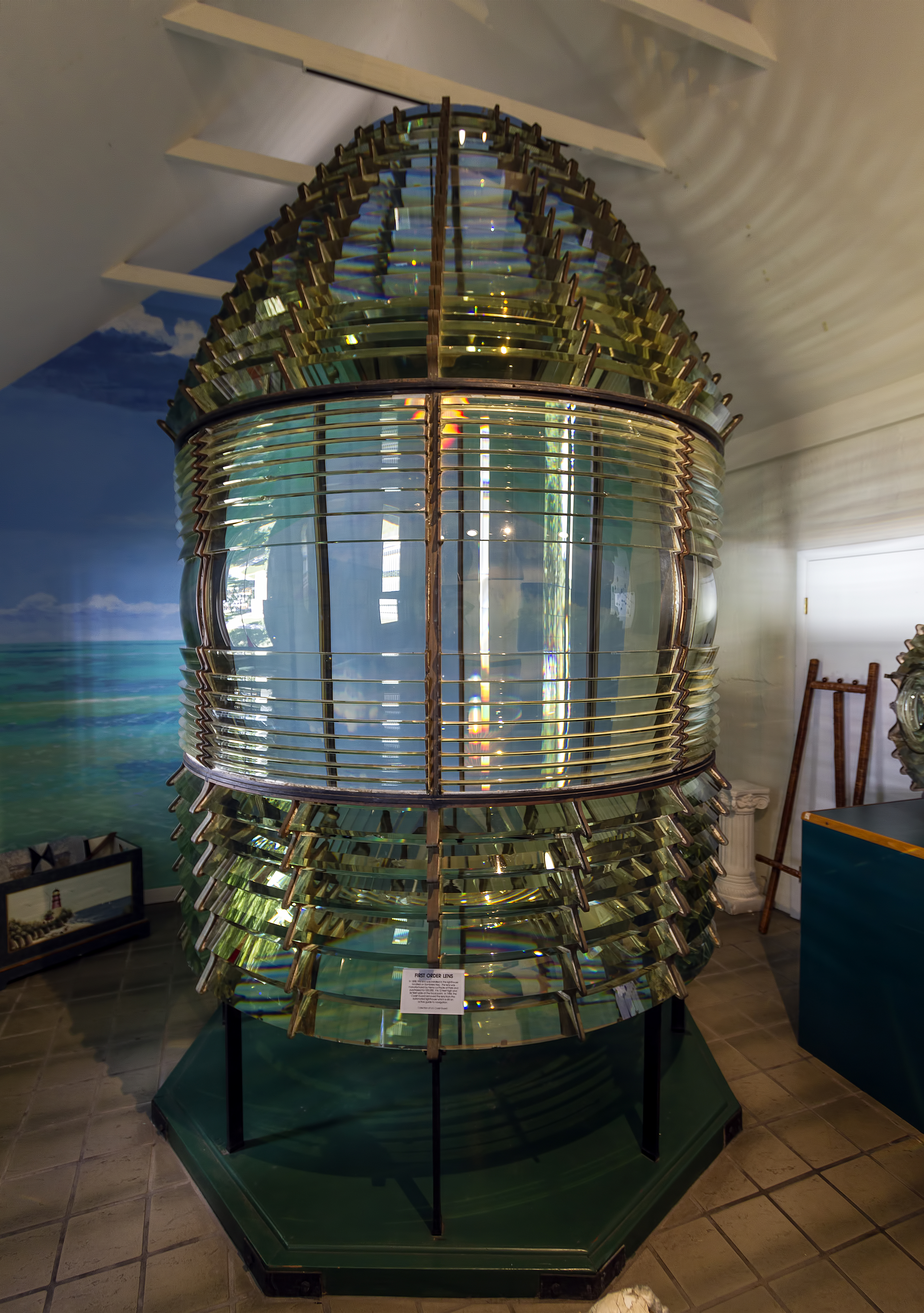
La lanterne.
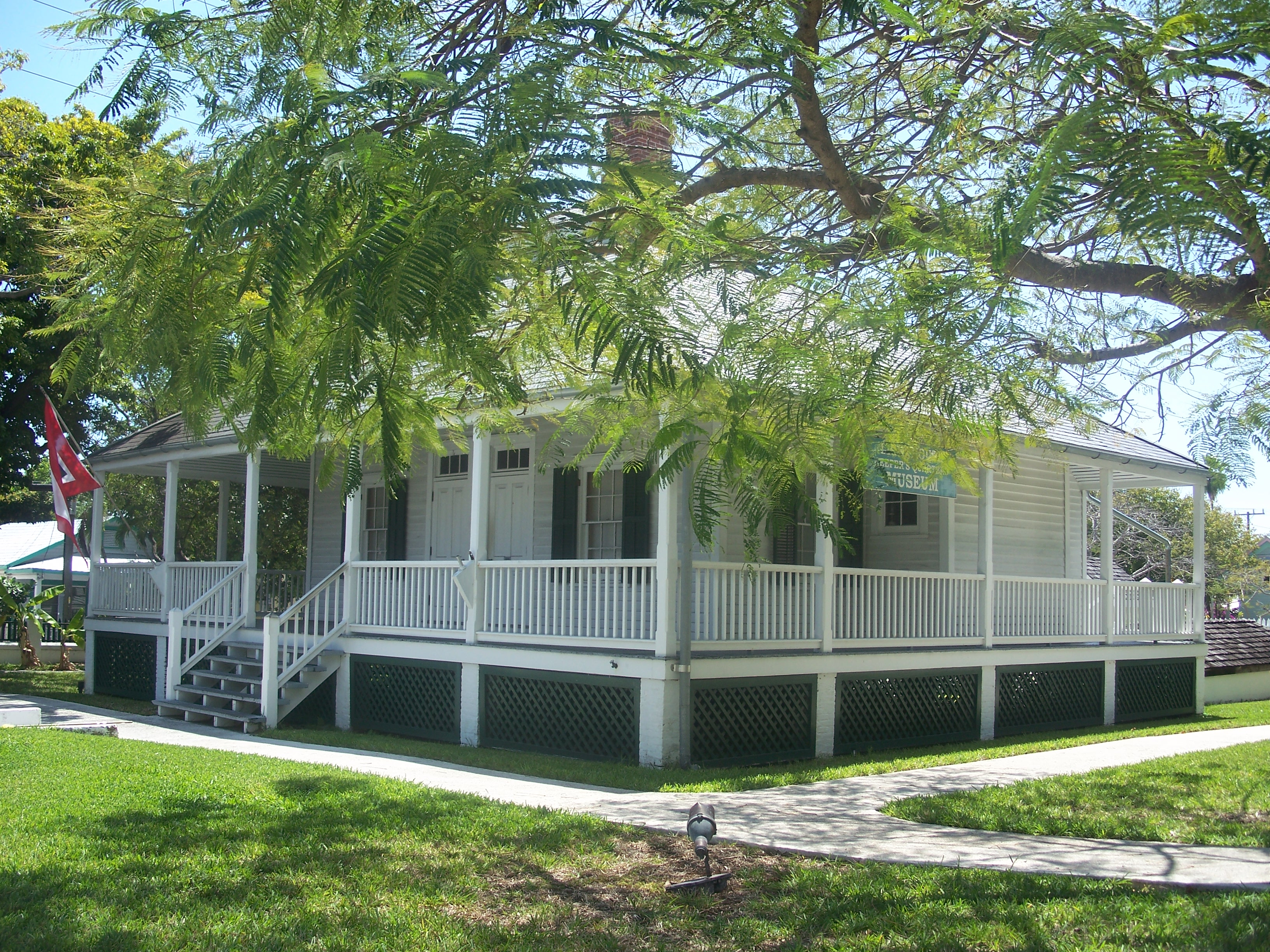
Le musée.

### Lien connexe
- Liste des phares en Floride